# Villanueva del Trabuco
Villanueva del Trabuco is een gemeente in de Spaanse provincie Málaga in de regio Andalusië met een oppervlakte van 59 km². In 2007 telde Villanueva del Trabuco 5306 inwoners.

## Demografische ontwikkeling
Bron: INE, 1857-2011: volkstellingen
Opm.: Tot 1857 behoorde Villanueva del Trabuco tot de gemeente Archidona